# Кобарид (община)
Община Кобарид (словен. Občina Kobarid) — одна з общин в західній Словенії. Центром є місто Кобарид. Розташована на перетині альпійського й субальпійського світів, на кордоні з Італією.

## Характеристика
Община Кобарид характеризується прекрасною природою Юлійських Альп, річки Соча та її приток. У зв'язку зі сприятливими природними умовами, пріоритетною для общини є сфера туризму (туризм, велоспорт, рафтинг, риболовля).

## Населення
У 2009 році в общині проживало 4190 осіб, 2083 чоловіків і 2107 жінок. Чисельність економічно активного населення (за місцем проживання), 1632 осіб. Середня щомісячна чиста заробітна плата одного працівника (EUR), 828,21 (в середньому по Словенії 930). Приблизно кожен другий житель у громаді має автомобіль (55 автомобілів на 100 жителів). Середній вік жителів склав 44,2 років (в середньому по Словенії 41.4).